# Москалюк Віктор Макарович
Заслужений діяч мистецтв України. Народний художник України. Володар гран-прі Міжнародного Салону Мистецтв Ліон-Франція.
На сьогоднішній день проживає у Львові, працює в галузі станкового монументального живопису.

## Біографія
Народився 20 січня 1958 у селі Заруддя Дубнівського р-ну Рівненської області.
У 1977 році закінчив Львівське державне училище прикладного та декоративного мистецтва ім. Івана Труша, а у 1982 році — Львівський державний інститут прикладного та декоративного мистецтва (сьогодні Львівська національна академія мистецтв).
З 1987 року — член НСХУ та член спілки художників «Клуб Українських Митців».
1984 — працював на посаді інженера «Укрнігіпросільбуду» у м. Львові 
З 1987 року Віктор Москалюк викладає у Львівській національній академії мистецтв 
1989 — старший викладач кафедри рисунку 
1992 — старший викладач кафедри монументального живопису 
1993 — переведений на посаду доцента кафедри монументального живопису 
1997 — Володар гран прі Міжнародного салону Високий замок. Львів. Україна 
1999 — на посаді професора кафедри монументально-декоративного живопису Львівської національної академії мистецтв 
2009 — завідувач кафедри Дизайну інтер'єрів.
2012 — Лауреат премії в галузі культури, літератури, мистецтва, журналістики та архітектури ім. Івана Труша. 

## Діяльність митця
Картини В. Москалюка зберігаються в багатьох приватних колекціях в Україні та за кордоном. Талант майстра виявився у своєрідній стилістичній концепції малярства, що втілюється за законами декоративності, умовності, гармонії, ритмічного взаємозв'язку форм і колірних співвідношень. Творча манера В. Москалюка сформувалася в контексті розвитку сучасного європейського мистецтва й водночас є глибоко національною, поєднує традицію та новацію. У першу чергу, це виявляється в трактуванні образів, у специфіці стилю художника. Так, трактування фігури звернено до національних традицій, виразно розставлені акценти — усе це витворює самобутність кожної картини.
Наприкінці ХХ ст. художнє життя Львова швидко набуло нових форм. Завдяки можливостям, які відкрилися перебудовою, напруження творчих сил, що раніше вимушено перебували в андеґраунді, вибухає численними приватними ініціативами. Саме тоді виникають різноманітні мистецькі організації, художники починають виходити на європейську мистецьку арену. Серед них був і В. Москалюк, який активно брав участь у діяльності Клубу українських митців, і як один з перших львівських живописців почав виставляти свої твори за кордоном.
Уже 1988 р. відбувається його перша персональна виставка в залах Спілки художників у Львові, відтак В. Москалюк регулярно бере участь у всіх найпомітніших групових виставках у Львові, в Україні, зокрема у «Львівському осінньому салоні», та виходить зі своїми полотнами за межі України. Це, зокрема, Росія (Москва), Польща (Бєльско-Бяле, Ґданськ), Югославія (Белград), Німеччина (Мюнхен, Бонн, Аахен), Чехія (Прага), Канада (Торонто).
Віктор Москалюк як майстер, який тримає руку на пульсі сучасного європейського постмодерного стильового руху, у своїй творчості перебуває в межах абстрактно-концептуальної мистецької парадигми, водночас дотримуючись майже графічної фігуративності в композиційних структурах. Задуми розробляються в більших чи менших циклах, що не заперечують один одного, а наче доповнюють, урізноманітнюють, збагачують манеру; цикли різняться «сюжетно», кольоровою гамою, композиційно. Тому спостерігаємо таке багате розмаїття «сюжетів» — від історичних батальних сцен і образів до образів сучасників — бандуристок чи сільських музик. Історичний цикл чи не найвиразніший, характерний знахідками вельми оригінальними знахідками, багатий філософськи, навіть наповнений певним ідеологічно-смисловим змістом.
Позитивним моментом творчої манери художника є те, що вона, йдучи в загальному руслі сучасних мистецьких орієнтирів Європи та з її «інтернаціоналізмом», є глибоко національною. Мається на увазі концепція створення образу, в якому еклектично з'єднано кілька часово-просторових явищ, які в сукупності дають і сюжетність, і декоративність, і метафоричність, що досягається цілеспрямованим деформуванням реальності".
Роман Яців пише: «Картиною, в розумінні Віктора Москалюка, є живописний (неповторний) твір з повноцінною шкалою виражальних засобів. Іконографічно її не обов'язково повинна визначати якась сюжетна фабула, повинна лиш бути достатня сировина для встановлення внутрішнього образно-мотиваційного ладу. Це ключовий момент у підході до творчості даного автора… В. Москалюк свою професійну працю націлив на коло сущих питань людського життя в історичному розгортанні».
Любов Волошин зазначає: «Дуже цікаво і характеристично вирисовується творчість Віктора Москалюка, художника, наділеного яскраво вираженою оригінальністю образної творчої фантазії… Історичне минуле з'являється на його полотнах у фантастичних, химерних кшталтах, як сюрреалістичний сон чи таємниче невпізнане до кінця видіння…».
Творчість В. Москалюка оригінальна, на рівні сучасного європейського художнього мислення з виразними національними ознаками, заслуговує на пильну увагу як така, що заповнює певну нішу в загальному суголоссі творчих манер, якої, здавалось би, вельми бракувало. А бракувало саме «історизму» на тлі навмисної позачасовості. Віктор Москалюк переборов незбориме й дав «історизм».
Митець малює небо й землю, прості сцени з людського життя. Буденний спокій мотивів дозволив художникові зосередитися винятково на їхньому живописно-пластичному втіленні: він ніби прагнув створити синтетичні образні еквіваленти реаль ності. Людське життя є загадковим, цій загадковості відповідає мудра казка про життя, яку й творить художник. В. Москалюк знаходить підтвердження тому, що гармонія між людиною та природою є можливою. Якими б типовими та схематичними не були людські образи в картинах художника, стан людської душі та стан природи завжди звучать в унісон. Люди на картинах серії прислухаються до себе, до природи, одне до одного. На полотнах живописця повільно розгортається життя, воно тече — здійснюється, як священний ритуал, як пісня відвіку.
Віктор Москалюк — живописець, якого впевнено можемо назвати колористом. Його творчий доробок демонструє, що художник мислить кольором, співвідношеннями та відтінками, що підпорядковує собі всі інші художні елементи, як образ чи форма. У його роботах зустрічаємо особливий колорит, композиції кольорів, що гармоніюють між собою, виражаючи художній зміст колористичного вирішення того чи іншого твору. В кожному окремому випадку це вирішення унікальне та неповторне. Цей момент доволі часто визначає особливості «тепло-холодних» співвідношень тонів у певній композиції. Віктор Москалюк виробив індивідуальний підхід до вирішення колористичних завдань, що й привело художника до використання своєї оригінальної палітри, яка допомагає перетворити зображальну поверхню в оптичне середовище простору. Живописне відчуття в його роботах виходить не з побудови та утримання предмета, а з іноді абсолютно незначних, на перший погляд, особливостей освітлення, випадкових тіней, бліків, плям і фактури.
Характерною для художника є стриманість кольорової гами, а також завжди присутня увага до акценту. Переважає домінанта одного кольору, композиція вибудовується в процесі творення, але вона також до найдрібніших деталей продумана, хоча, на перший погляд, може скластися враження, що випадково «випірнула» з кольору. Композиція гармоніює із задумом і сюжетом. У картинах видно кожен фрагмент, який відіграє свою головну чи другорядну роль. Варто зауважити, що практично в усіх творах В. Москалюка картина побудована так, щоби всі складові елементи полотна підпорядковувалися основному композиційному задуму. Таким чином, живописний центр збігається з психологічним.

### Малярська серія Віктора Москалюка «Сільські мотиви»
Ідея серії «Сільські мотиви» з'явилася ще наприкінці 1980- х рр. під впливом виходу серії книг «Церква в руїні», в яких йшлося про зруйновані церкви, які досі стоять по селах Лемківщини, Гуцульщини. Цикл художник задумав присвятити дерев'яній архітектурі. Це не тільки зображення давніх церков і хат, це ще й старі кладки, млини, кузні. Центральною ідеєю цього циклу була невблаганність часу й цивілізації, руйнація традиційної архітектури. У центрі композиції — фактура деревини, уклад дощок, прориви світла, яскраві промені сонця, що падають через розбиті двері, а через них відкривається іконостас. Характерною була сірувато-коричнева гама. Цю серію художник малював упродовж 1987—1995 рр. Особливу увагу привертають роботи «Біля кузні», «Сільська дівчина», «Втомлений селянин», «Селянська родина», «На Гуцульщині», «Сільський млин» тощо. Композиція «Біля кузні» відтворює простий сільський мотив: ми бачимо поскладані колеса воза, уклад яких будує певний, дуже цікавий орнамент. Робота виконана в коричнево-вохристій гамі з акцентами світлих плям, що надають цьому творові динаміки.
Натомість «Селянська дівчина» видається дуже сумною за настроєм роботою. Зображена дівчина, яка сидить на возі, напевно, втомлена після важкої праці. Її світла фігура дуже чітко виділяється на темному тлі полотна. Подібною до неї є композиція «Втомлений селянин»: бачимо світлу постать селянина, який оперся на віз. Тут ми спостерігаємо менше кольорової розмаїтості (колорит зосереджений на вохристо-золотих відтінках) і віртуозне опрацювання наближеної колірної гами, що ґрунтується на використанні тонких відтінкових нюансів і чергуванні світлих і темних плям. «Селянська родина» немов завершує цикл, утворений разом з двома попередніми роботами. Тут ми вже бачимо сім'ю, навколишні елементи і настрій роботи залишаються попередніми. Центр композиції зміщений вправо, там ми і бачимо ці фігури. Колорит такий самий, як і в попередніх роботах.
На початку ХХІ ст. В. Москалюк повертається до теми «Сільських мотивів», продовження серії — фігуративні роботи, в яких акцент перенесено на зображення людини та її справ — жінка з коромислом іде по воду, сіє, косить, жне, люди виконують таємничий обряд. Сюди належать роботи «Біля джерела», «Весна», «Сповідь», «Ніч на Івана Купала» та ін. Полотно «Ніч на Івана Купала» — це вертикальна багато-фігурна композиція. Тут зображений давній язичницький обряд. Хлопці розпалюють вогнище, а дівчата вбирають Марену — живу гілку. Нічний пейзаж, дівчата й хлопці кудись прямують, їх освітлює місяць. Робота виконана в синьо-блакитних барвах, площина поділена ними. Натомість «Ніч на Івана Купала — 2» — це багатофігурна фризова композиція, побудована на дуже видовженому форматі. Полотно починається зі світла й поступово переходить у глибоку темряву, зображені елементи чародійства. Деталі не мають прямого, конкретного значення, вони абсолютно абстраговані. Ритміка рук, ніг, голів, торсів, об'ємів, фігур творить певний орнамент. Композиція «Сповідь» також належить до серії «Сільські мотиви». Її можна потрактувати як відтворення духовного життя: зображена жінка, що сповідається в церкві. «Сповідь» створена так, що кожна деталь, кожен відтінок і тон організовують простір для акцентування постаті, яка перебуває в глибокій задумі на таїнстві сповіді. Композиція побудована на акценті яскраво-червоної драматичної лінії, яка перегукується з помахом червоного рукава, але не такого яскравого, ця лінія є умовною, однак сповнена глибоким формальним і смисловим значенням — розділяє композицію на дві частини: людину до й після сповіді, до й після гріха. Священика майже не видно, він сидить у сповідальниці, виділений темним силуетом на темному тлі, на нього падає тінь. Художник свідомо не акцентує на ньому уваги. Священика ніби немає, він перетворюється на символ виконання вищої волі. Інтер'єр і предмети, що його наповнюють, намальовані натяками, розташовані в тіньовій партії та не впливають активно на глядача. Панує спокій, сконцентрованість, виваженість, таїна. Близько десяти робіт цієї серії художник виконав у світлих тонах: білому, нюансах білого, з легким вкрапленням активніших холодних або теплих відтінків. Ці роботи є абсолютно світлі, у них майже немає контрасту, а якщо й є, то мінімальний. Саме на нюансах білого кольору побудована композиція «Неділя», де зображено двох людей, що їдуть верхи. Сам сюжет не має значення, головну роль відіграє настрій, створений колоритом наближених відтінків, грою нюансів. Дуже складно створити роботу за допомогою такого творчого методу, щоби вона не була розмита, розбілена й водночас залишалася дуже м'якою та делікатною. Натомість колористика «Жнив» вражає експресією. Емоційні мазки та поєднання активних відтінків творять відчуття безперервного руху, а чистої білизни акценти надають твору смислового навантаження та напруги. Незважаючи на переважно холодну гаму кольорів, картина сприймається дуже тепло, для доповнення образу художник використовує накладання легких відтінків, а в певних фрагментах, щоби не відвертати увагу глядача від найважливішого, створює їх непомітними. Принцип композиції той самий, що в «Ночі на Івана Купала — 2», традиційно одна фігура домінує. У композиції «Тепла земля» зображена жінка, яка засіває ниву. Робота побудована так, що зображення жіночої постаті розташоване в нижній частині видовженого вертикального полотна, а за нею простягається шлейф темного неба. Акцентом є чорна земля, на яку падають зернятка. Фігура жінки нереалістично-театралізована, адже художник не зобразив звичайну, земну спрацьовану жінку. «Звичайний волинський мотив» — ще одна робота з цієї серії, на ній зображені орачі. Цей твір дуже узагальнений, незрозуміло, яка пора року, і, здається, вони не орють, про це свідчать постаті коней — вони зупинилися, один нахилив голову, пасеться. Друга пара коней також стоїть, вони театралізовані, орачі стоять за плугами. У колориті відчувається драма, своєрідний настрій в акцентах, у світловому контрасті та в тому темному диску сонця чи місяця на темній частині композиції. Картина виконана переважно в одній кольоровій плямі, за винятком орача, який зображений на темному тлі. Відчувається, що людина змучена, спрацьована, ніби падає на той плуг, не в змозі більше орати. У полотні «Весна» ні за кольором, ні за зображенням весни нема. Це може бути рання весна, а швидше пізня осінь, отже назва символічна, вона вирізняється певною сутінковою колористичною харизмою, яка, приховуючи істинні відтінки, створює в глядача бажання розгадати цю колористичну загадку. М'яке освітлення легко ковзає лініями фігури, окреслюючи таким чином акцентовані фрагменти. Як і в попередніх творах, В. Москалюк і тут не забуває про акцент, і хоча він значно пасивніший, ніж у інших роботах, зате вміло активізує полотно. Робота «Біля джерела» — це однофігурна статична композиція, дівчина з коромислом зображена так, ніби вона позує для художника. Динаміка з'являється тільки розкладкою кольорових плям, світло, що впало, займає четвертину полотна — решта все в тіньовій партії, яка розбита невеликими вкрапленнями, бліками світла. Динаміку також вносить і коромисло, що прогинається під вагою відер з водою. Робота виконана в холодній гамі, з дуже делікатними, мінімальними, ощадними вкрапленнями тепла, ці акценти теплого перетворюються на символи надії, тепла, спокою, а холодні сірий, синій та блакитний між собою контрастують. Дотики червоною фарбою створюють настрій парадності: можливо, це неділя або ж свято. Відчувається, що дівчина одягнена у святковий національний стрій. Картина воскрешає давнину — це подія ХІХ ст., а може й пізніше: бо де ми зараз побачимо дівчину з коромислом? Серія «Сільські мотиви» є національною — тут В. Москалюк зображає свій народ, його звичаї, традиції, вбрання, побут, повсякденну працю, яка трактована не як дійство, а як свято — не праця заради виживання. Художник малює або складні фризові багатофігурні композиції, або зображає одну постать — це переважно жінка, яка виконує якусь роботу: сіє, жне, йде з коромислом. У кольоровому плані тут переважають глибокі холодні тони з незначним додаванням світлих і теплих барв, що зазвичай підкреслює драматизм серії. Виявлення художнього методу є дуже важливою складовою стилістичного аналізу мистецького твору. Дійсність, яка в процесі художньої творчості стає суттєвим моментом змісту мистецтва, викристалізовується в особливі форми образного мислення художника, які ми називаємо художнім методом. У серії «Сільські мотиви» спостерігаємо прагнення втілити опоетизований образ народного побуту, близький художньому методу романтизму. Саме цьому стилю характерне зображення одухотвореної та цілющої природи, увага до почуттів і природного в людині, але, що найважливіше, це інтерес до фоль-лору, історії та етнографії. Так і ця серія — це нагадування про минуле, про ті сюжети і образи, що навіки залишилися в минулому. Під час перегляду робіт у глядача складається враження, що він переглядає старі фотографії — кадри, на яких В. Москалюк увіковічнив селянську працю, архітектуру та побут.
Джерело освітлення в полотнах серії «Сільські мотиви» переважно, як у іконописі, невизначене, найчастіше — це світло розсіяне. Неконкретність освітлення відповідає невизначеному моменту дії: буття землі та людей живописець передає у сповільненій течії життя. Людина — це частина світобудови, вона не протиставляється природі, вона живе природними ритмами. Важливим фактором композиційної організації образу є виділення паралельних просторових планів. Паралельно до площини картини розташовуються людські постаті, фігури коней, вони взаємодіють з поверхнею полотна, не заглиблюються у тло, просторовість художник м'яко переводить у площину. Миттєве «тепер» — як коштовний спомин, не забувається, не проходить. Ці хмари, які з'явилися над пагорбами, ця дівчина з коромислом, яка одного разу пронесла тут воду, залишилися у людській душі назавжди. Таке «тривання» часу, яке підкреслюється сповільненими рухами людини, тягучим плином часу, дозволяє асоціативно розширити зображуване, наповнити його емоційно. Фізично В. Москалюк дивиться на світ здалеку, але духовно йому весь світ є близьким, а мить триває вічно. Таке народження образу втілене в самому ставленні митця до площини картини, до матеріалу свого мистецтва. Митці зводять лінійну характеристику простору до мінімуму, нівелюють перспективні ефекти. Мотив є цілком реальним, але його просторова глибина якоюсь мірою невизначена.
У «Сільських мотивах» активізувалися формальні пошуки митця, кольорова будова живопису є виразною і декоративною. Віктор Москалюк мислить не змістовими категоріями, а категоріями форми. Свій живопис він будує на засадах народного мистецтва, трансформуючи його знакові, архетипні форми, у полотнах з'являється символічний підтекст. Митець відштовхується від початкової основи реалістичного мотиву та використовує його як привід для вирішення нових змістовних і монументально-декоративних завдань. Трактування образу людини є показовим для творчого методу малярської серії «Сільські мотиви»". Образи жінок-селянок відсторонюються від ситуації часу. У циклі «Сільські мотиви» виникає своєрідний символ тиші та бездієвості, що набуває образного змісту, стає характерним прийомом у творчості В. Москалюка. У творчому методі цього циклу відбувається розмежування власне позачасового образу та його оточення-тла, водночас декоративного й конкретного. «Селянський цикл» остаточно довів стильову еволюцію В. Москалюка в бік формально-декоративної манери, зумовив появу хронологічно наступних малярських серій, де майстер працює на зрізі абстрактних форм. Тенденція відходу від старих правил простежується на рівнях формального новаторства (декоративність, площинність, графічність, монументалізм) і символіки художньої мови. Тематичний цикл «Сільські мотиви» найповніше розкриває образно-стилістичні особливості малярства В. Москалюка. Постійні пошуки у сфері колористичних нюансів приводить художника до сміливих експериментів, унаслідок яких твори В. Москалюка вирізняються глибоким індивідуальним колоритом, який привертає увагу глядача, затягує погляд у світ картини та створює відповідний настрій. Варто зазначити, що зазвичай колір беззаперечно пов'язаний з враженням від зображуваного. Митець творить колорит багатством і своєрідним характером відтінків, введених у живописний простір його полотен, а також у певні фрагменти цього простору з переважаючим підбором тонів. Де-не-де він насичує окремими відтінками широкі живописні плями, а іноді насичує полотна фактурними переливами кольорових нюансів та різними якостями їх переходів одного в інший.

### Персональні та загальні виставки
- Учасник численних регіональних, всеукраїнських та міжнародних виставок та мистецьких проектів
- Визнання: Володар Гран-прі Львівського осіннього салону «Високий Замок» (1997 р.)
- Гран-прі Міжнародного салону мистецтв у м. Ліон Франція (2007 р.)
- Кавалер ордену «Короля Данила» Хрест ІІІ ступеня (2007 р.)
- Хрест ІІ ступеня (2010 р.)

## Депутатська діяльність
Член Фракції БЮТ, голова Постійної комісії архітектури, містобудування та охорони історичного середовища.

### Депутатські запити
1. 17.04.2008 Про скасування рішення № 261 від 28.03.2008 р.
2. 29.05.2008 Про відміну рішення виконавчого комітету  від 18.02.2008 р. № 76.
3. 12.06.2008 Про відміну рішення від 23.04.2008. № 369.
4. 12.06.2008 Про відміну рішення від 04.08.2006 р. № 949.
5. 06.10.2008 Про незаконне встановлення кіоску з продажу тютюнових виробів по вул. І. Франка та Герцена.
6. 06.10.2008 Щодо руйнації памя'яток історії на вул. А. Міцкевича, 9.
7. 18.12.2008 Про незаконне захоплення з/д «АЙПІЄ-Л».
8. 18.12.2008  Про незаконне встановлення МАФу на розі вулиць Герцена-Франка.
9. 15.04.2010 Щодо демонтажу незаконно встановлених елементів літніх майданчиків на західній стороні пл. Ринок, 1.

### Депутатські помічники
1. Паливода Василь Богданович
2. Б'єнко Маркіян Теодорович
3. Вуй Андрій Ярославович